# Skogssjön, Hälsingland
Skogssjön är en sjö i Ljusdals kommun i Hälsingland och ingår i Dalälvens huvudavrinningsområde. Sjön är 14,4 meter djup, har en yta på 0,37 kvadratkilometer och befinner sig 480 meter över havet. Sjön avvattnas av vattendraget Skogssjöån.

## Delavrinningsområde
Skogssjön ingår i det delavrinningsområde (683237-143999) som SMHI kallar för Utloppet av Skogssjön. Medelhöjden är 506 meter över havet och ytan är 1,78 kvadratkilometer. Räknas de 4 avrinningsområdena uppströms in blir den ackumulerade arean 26,08 kvadratkilometer. Skogssjöån som avvattnar avrinningsområdet har biflödesordning 3, vilket innebär att vattnet flödar genom totalt 3 vattendrag innan det når havet efter 442 kilometer. Avrinningsområdet består mestadels av skog (57 procent). Avrinningsområdet har 0,32 kvadratkilometer vattenytor vilket ger det en sjöprocent på 17,9 procent.